# Dominique Gisin
Dominique Gisin, född 4 juni 1985 i Visp, är en schweizisk före detta alpin skidåkare. Hennes debut i världscupen ägde rum den 2 december 2005 i Lake Louise i störtloppet.
Hennes sista världscuptävling gick av stapeln den 19 mars 2015 i Méribel.
Hennes största merit i karriären var när hon delade guldet i störtloppet vid olympiska vinterspelen 2014 tillsammans med Tina Maze från Slovenien.
Hon är äldre syster till Michelle Gisin.

## Världscupsegrar
| Datum           | Plats                 | Land      | Disciplin |
| --------------- | --------------------- | --------- | --------- |
| 18 januari 2009 | Altenmarkt-Zauchensee | Österrike | Störtlopp |
| 24 januari 2009 | Cortina d'Ampezzo     | Italien   | Störtlopp |
| 7 mars 2010     | Crans Montana         | Schweiz   | Super-G   |